# Obina Shok
Obina Shok foi uma banda brasileira fundada em Brasília e ativa entre os anos de 1985 e 1988 que misturava pop rock com ritmos caribenhos, africanos e nacionais. Formada por Jean Pierre Senghor (voz e teclados), Roger Kedy (guitarra e voz), Henrique Hermeto (guitarra e voz), Maurício Lagos (baixo), Sérgio Galvão (sax-alto), Winston Lackin (bateria), Sérgio Couto (percussão) e Hélio Franco (percussão), a característica principal da banda foi ser formada apenas por filhos de vários diplomatas de países africanos, de embaixadas sediadas em Brasília, com alguns brasileiros. 
No mesmo ano da formação da banda, a extinta Fluminense FM lançou em sua programação a música "Lambarène". Logo após a banda se apresentou no Circo Voador (verdadeiro caldeirão do rock na década). Em 1986 foram contratados por uma grande gravadora e lançaram o seu primeiro LP, com participação especial de Gilberto Gil e Gal Costa tendo como grande sucesso a canção "Vida". Esse trabalho foi saudado com entusiasmo pela crítica especializada.
Em 1987, lançaram seu segundo LP "Sallé", adicionando um naipe de metais ao seu som e contando com a participação de Nara Gil (filha de Gilberto Gil). No ano seguinte, a banda terminaria sua curta carreira no cenário pop rock nacional.

## História

### Antecedentes, formação e início

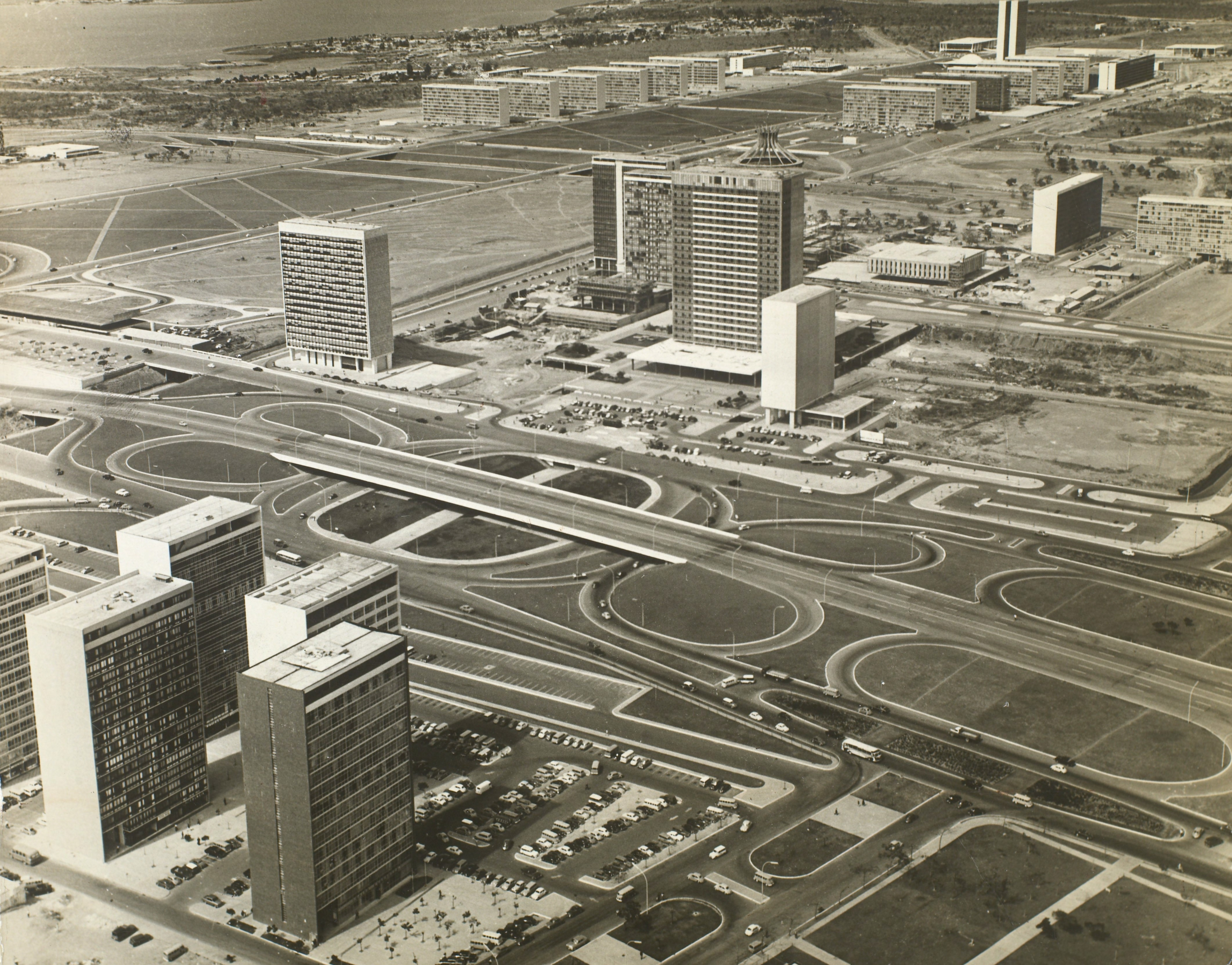
Brasília, cidade onde foi fundada a banda Obina Shok.

A história da banda Obina Shok começou em 1985 em Brasília, onde na época ocorria uma efervescência cultural, com a formação de muitas bandas de rock que tentavam um espaço na programação da rádio carioca Fluminense FM. Entretanto, os dirigentes da emissora sentiam falta de um grupo que trouxesse um ritmo novo, como a música negra que no início daquela época já estava embalando praias britânicas com o movimento Two Tone e com formações adjacentes como The Beat e The Police. No Brasil, a música pop negra só havia sido difundida por Gilberto Gil ainda em 1977.
Sabendo dessa insatisfação da rádio, os jovens Jean Pierre Senghor, Roger Kedy, Henrique Hermeto, Maurício Lagos, Sérgio Galvão, Winston Lackin, Sérgio Couto e Hélio Franco, que tinham em comum o fato de serem todos filhos de diplomatas e de funcionários de embaixadas africanas de Brasília, decidiram formar um conjunto musical que acrescentava ritmos caribenhos, africanos e nacionais ao pop rock, para não ser mais do mesmo. 
Jean Pierre era senegalês, filho do embaixador do Senegal no Brasil e neto do ex-presidente do Senegal Leopold Senghor. Como criança burguesa, era obrigatório que ele tivesse a música em sua formação, assim como língua francesa e matemática. Então, aprendeu os primeiros acordes no piano ainda na infância com Anoumou Pedro Santos, artista togolês de origem amorô, uma comunidade formada por homens e mulheres que retornaram à África em fins do século XIX para se libertar da escravidão brasileira. Quando adolescente, formou sua primeira banda, influenciado pelo Xalam, um dos grupos pioneiros das orquestras afrojazzísticas do Senegal. Ele e amigos acompanhavam o conjunto em ensaios, pegavam dicas e abriam shows. Em 1982, mudou-se do Senegal para o Brasil, mais precisamente para Asa Norte da capital federal Brasília, a fim de morar com seu pai que viera trabalhar como embaixador, e passou a frequentar as festas que ocorriam todos os fins de semana com o pessoal das embaixadas do Togo, Costa do Marfim, Nigéria, Senegal e Gabão. Foi em uma dessas festas que conheceu Roger Kedy, gabonês também filho de diplomatas que já tinha se jogado na música. Juntos, eles fizeram uma banda de baile para animar essas mesmas festas. Posteriormente, vieram do Instituto Rio Branco para integrar essa banda o brasileiro Sérgio Couto para a percussão e o surinamês Winston Lackin para as baterias. Da Universidade de Brasília (UnB), onde estudavam Roger e Jean Pierre, vieram os também estudantes Maurício Lagos e Hélio Franco no baixo e Henrique Hermeto na guitarra.
Assim, compuseram as canções "Lambarene", “Rasta Girl” e “La Rumba” e as enviaram em fita demo para a Fluminense FM, que apreciou muito a "Lambarene" e a colocou em alta rotação. Nesse ínterim, as gravadoras, que também estavam à procura de algo novo e, por isso, ficavam atentas à programação da emissora, ouviram com grande agrado "Lambarene" e buscaram contato com a banda, que em pouco tempo já estaria no cast da gravadora RCA Victor, atual Sony BMG. 

### O sucesso
Logo após o sucesso da música "Lambarene" nas rádios, a banda Obina Shok recebeu convite da produção do Circo Voador para participar de um festival no Parque Lage, no Rio de Janeiro, em outubro de 1985. 
Naquela noite de apresentações, estava também a banda Ira, que já tinha um sucesso bem consolidado. Entretanto, a Obina Shok roubou a cena, levando o público ao delírio nas três horas de show em que cantaram canções autorais, sucessos das rádios e outras faixas. Ao voltar dos bastidores, tocaram mais músicas próprias e também vários covers, como "Legalize it!", versões de "Free Nelson Mandela", do grupo britânico Specials, e "Stir it Up", de Bob Marley. Pouco depois do êxito da apresentação no Circo Voador, o grupo recebeu o título de revelação de 1985 pela revista Bizz. 
No fim de 1986, a Obina Shok lançou seu primeiro disco, o qual levava o mesmo nome da banda, e este já contava com a participação especial de Gilberto Gil, Márcio Montarroyos, Paulinho Trumpete e o percussionista Repolho. A canção "Vida", que tinha Gal Costa e Gilberto Gil dividindo os vocais, ganhou as rádios de norte a sul do Brasil. O disco também teve "Africaner Brother Bound", música anti-apartheid de autoria do vocalista e guitarrista Henrique Hermeto refeita com cunho mais poético por Gilberto Gil que não foi aprensentada pelas rádios, mas agradou bastante a crítica. 
De forma atrelada ao lançamento do disco, a banda realizou uma turnê pelo Brasil, começando pela Bahia, pelo fato de o estado ter dado início ao país e possuir raízes africanas, conforme falou Jean Pierre em entrevista concedida à revista Bizz em 1986. 
Assim, no início de 1987 a Obina Shok rodou o Brasil, fazendo shows lotados e estrelando na televisão com apresentações no Globo de Ouro, no Fantástico, no Cassino do Chacrinha e até em um programa especial com a Alcione. 

### Sofrendo racismo
Mesmo em meio à carreira artística de sucesso, os integrantes da banda Obina Shok foram vítimas de racismo. Certa vez, no Rio de Janeiro, Jean Pierre Senghor e Roger Kedy estavam em um posto de gasolina esperando que o carro fosse abastecido, quando policiais chegaram repentinamente em duas viaturas, com sirenes ligadas, e apontaram metralhadoras para os dois músicos, sem motivo aparente. O secretário da banda, então, desesperado, começou a gritar para a polícia da seguinte forma: "Vocês estão loucos! Vocês sabem quem são esses caras? Eu trabalho para eles!”. 
Em outra ocasião, mais precisamente durante uma virada de ano na década de 1990, Jean Pierre e alguns amigos estavam de carro a caminho de um bar na zona sul do Rio de Janeiro. Um outro veículo fez sinal para que a turma parasse em uma esquina, mas, por medo de se tratar de uma blitz falsa, eles seguiram caminho. Foi o que bastou para que policiais saíssem em perseguição pelo grupo. “Eles sacaram as armas do carro e começaram a atirar na gente, quebraram os farois traseiros do carro”, contou Jean Pierre. “Quando a gente parou, tinha um que dizia: ‘Eu quero matar alguém hoje’.”

### Término e depois do fim
Mesmo com o relativo sucesso, Maurício Lagos e Sérgio Galvão se desligaram da banda, que mesmo assim seguiu carreira e passou a contar com Nara Gil, que ficou por pouco tempo no grupo por não se identificar muito com o mesmo. 
Em 1988, lançaram um novo disco, intitulado "Sallé", mas este fracassou totalmente e, por isso, a banda acabou encerrando suas atividades.
Depois do fim, Jean Pierre Senghor voltou para Brasília em 1989, porém não abandonou a carreira musical. Pouco depois, mudou-se para São Carlos, interior de São Paulo, para morar com sua namorada da época. Na cidade, fazia apresentações em bares. Mais tarde, evoluiu para alguns shows no Rio de Janeiro, ocasião em que foi redescoberto por Nelson Meirelles, o então produtor do Cidade Negra, que o convidou para participar do primeiro álbum do grupo, o "Lute para Viver".
Depois de colaborar no álbum em 1990, Jean Pierre ainda fez parte do Cidade Negra por mais dois períodos, de 1992 a 1999 e depois entre 2002 e 2008, quando a banda atingiu o auge com sucessos como "O Erê", "Firmamento", "A Sombra da Maldade" e "Querem Meu Sangue". Sua saída definitiva do grupo ocorreu no fim de 2008 devido a desentendimentos internos e, com isso, voltou para o Senegal, onde criou um estúdio chamado Djidjack Music em uma sala anexa à sua casa em Dakar, capital senegalesa, e segue carreira artística até hoje, apresentando-se mensalmente na rádio senegalesa "A Hora do Brasil", primeiro programa de rádio dedicado à música brasileira no país, produzindo artistas locais e gravando musicas para publicidade. 
Já Roger Kedy, logo após o fim da banda, voltou para seu país Gabão, onde faleceu no dia 14 de abril de 2018, vítima de acidente vascular cerebral (AVC). 

## Discografia
Álbuns de estúdio
- 1986 - Obina Shok[7]
- 1988 - Salleé[7]